# Buffertanalys
Buffertanalys är inom GIS-teknik en analys då man låter svälla ut ett område kring en punkt, linje, polygon eller yta, ett angivet önskat mått för att finna vad som finns inom, skär eller tangerar det skapade buffertområdet.
Exempel: Hur många hus ligger 50 meter från kraftledningen? Denna fråga får man svar på med en buffertanalys.